# Marianne Rudolph
Marianne Rudolph († 1980) war eine deutsche Schauspielerin und Hörspielsprecherin.

## Leben
Über das Leben der 1980 verstorbenen Marianne Rudolph sind nur lückenhafte Informationen vorhanden. In einigen Produktionen der DDR-Filmgesellschaft DEFA und dem Deutschen Fernsehfunk stand sie vor der Kamera. Von 1954 bis 1955 war sie am Berliner Maxim-Gorki-Theater und anschließend an den Städtischen Theatern in Leipzig engagiert. Für den Rundfunk der DDR wirkte sie als Hörspielsprecherin.
Marianne Rudolph verstarb 1980.

## Filmografie
- 1955: Das Stacheltier: Hoch die Tassen
- 1955: Der Teufel vom Mühlenberg
- 1964: Das schwedische Zündholz (Fernsehspiel)

## Theater
- 1954: Maxim Gorki: Dostigajew und andere (Glafira) – Regie: Maxim Vallentin (Maxim-Gorki-Theater Berlin)
- 1954: William Shakespeare: Die Komödie der Irrungen (Aemilia, Äbtissin von Ephesus) – Regie: Hans-Robert Bortfeldt (Maxim-Gorki-Theater Berlin)
- 1955: Erich Blach: Sturmflut (Magda Hewert) – Regie: Gerhard Wolfram (Maxim-Gorki-Theater Berlin)
- 1956: Dimitrij Stscheglow: Geburtstag (Warwara Iwanowna) – Regie: Wilhelm Gröhl (Maxim-Gorki-Theater Berlin)
- 1957: Friedrich Schiller: Wilhelm Tell (Gertrud, Stauffachers Gattin) – Regie: Johannes Arpe (Städtische Theater Leipzig)
- 1958: Bertolt Brecht: Der gute Mensch von Sezuan – Regie: Arthur Jopp (Städtische Theater Leipzig)
- 1960: Friedrich Wolf: Professor Mamlock – Regie: Rudi Kurz (Städtische Theater Leipzig)
- 1961: William Shakespeare: König Richard III. – Regie: Heinrich Voigt  (Städtische Theater Leipzig)
- 1962: Friedrich von Schiller: Don Carlos – Regie: Karl Kayser (Städtische Theater Leipzig)
- 1964: Gotthold Ephraim Lessing: Emilia Galotti – Regie: Horst Smiszek (Städtische Theater Leipzig – Kammerspiele)
- 1966: Johann Wolfgang von Goethe: Faust. Der Tragödie zweiter Teil – Regie: Karl Kayser (Städtische Theater Leipzig)
- 1966: George Bernard Shaw: Pygmalion – Regie: Heinrich Voigt (Städtische Theater Leipzig)
- 1968: Henrik Ibsen: Peer Gynt – Regie: Karl Kayser (Städtische Theater Leipzig)

## Hörspiele
- 1955: Henrik Ibsen: Nora oder Ein Puppenheim (Kinderfrau) – Regie: Horst Preusker (Hörspiel – Rundfunk der DDR)
- 1956: Axel Alvard: Kinder des Paradises (Mrs. Pherson) – Regie: Hans Busse (Hörspiel – Rundfunk der DDR)
- 1967: Martin Schober: Wunschraketen – Regie: Klaus Zippel (Kinderhörspiel – Rundfunk der DDR)
- 1968: Wassili Aksjonow: Auf halbem Weg zum Mond (Großmutter) – Regie: Walter Niklaus (Kinderhörspiel – Rundfunk der DDR)
- 1968: David Medwedenko: Dr. Krassow und seine Freunde (Jelena Nikolajewa Klokowa) – Regie: Peter Groeger (Hörspiel – Rundfunk der DDR)
- 1968: Joachim Nowotny: Abstecher mit Rührung – Regie: Gert Andreae (Hörspiel – Rundfunk der DDR)
- 1969: Erwin Strittmatter/Horst Heitzenröther: Der Wundertäter – Regie: Walter Niklaus (Hörspiel, 2. Teil – Rundfunk der DDR)
- 1971: Geomar Kulikow: Sjewkas vier oder Wie ich zum Eishockey kam (Großmutter) – Regie: Walter Niklaus (Kinderhörspiel – Rundfunk der DDR)
- 1971: Hans-Jürgen Bloch: Der Kurschatten – Regie: Helmut Hellstorff (Hörspiel – Rundfunk der DDR)